# تشل بلوطك (كوشك)
تشل بلوطك (بالفارسية: چال بلوطک) هي منطقة سكنية تقع في إيران في قسم كوشك الريفي. يقدر عدد سكانها بـ 67 نسمة بحسب إحصاء 2016.